# Bottle It Up
"Bottle It Up" é uma canções escrita e gravada pela cantora Sara Bareilles. Foi escolhida para ser o segundo single de seu álbum Little Voice. Esteve na trilha sonora internacional da novela brasileira A Favorita. Tema de Damião (Malvino Salvador) e Dedina (Helena Ranaldi).

## Paradas musicais
| Parada (2008)                                 | Melhor posição |
| --------------------------------------------- | -------------- |
| UK Singles Chart                              | 92             |
| U.S. Billboard Bubbling Under Hot 100 Singles | 7              |
| U.S. Billboard Hot Adult Top 40 Tracks        | 17             |
| U.S. Billboard Pop 100                        | 57             |
| U.S. Billboard Top 40 Mainstream              | 31             |